# Лоликон
Лолико́н м., скл. (яп. ロリコン рорикон) — японский термин, возникший как контаминация слов «Лолита» (яп. ロリータ рори:та) и «комплекс» (яп. コンプレックス компурэккусу). В Японии этим термином обозначают влечение к девочкам допубертатного или раннепубертатного возраста или схожими с ними по внешним параметрам и людей, имеющих склонность к такой форме педофилии.

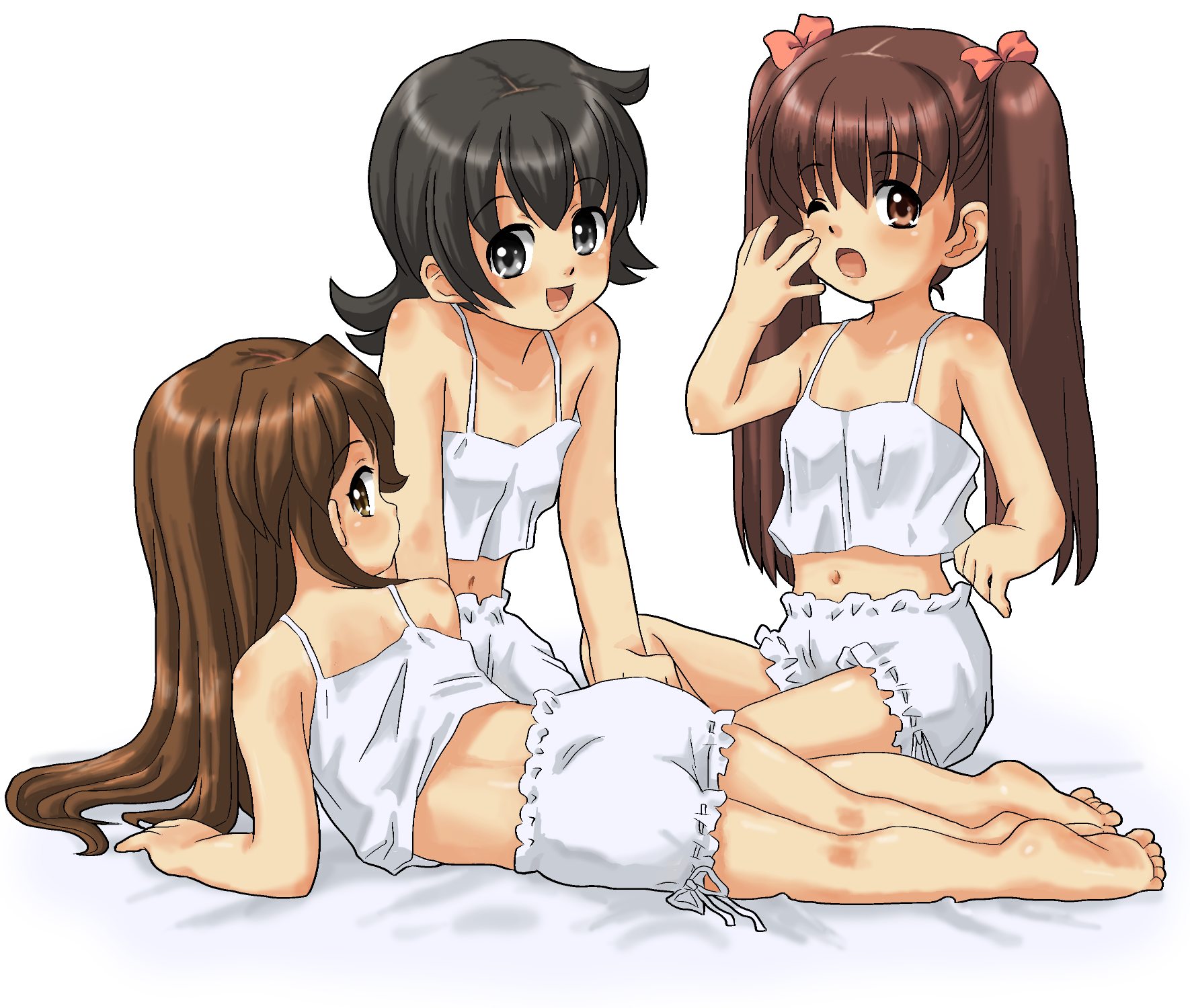
Изображение молодых девушек в нижнем белье. В лоликоне детские черты часто сочетаются с эротическим подтекстом

За пределами Японии этот термин встречается реже и, как правило, употребляется по отношению к японской анимации (аниме) и комиксам (манге), содержащим эротические или романтические сцены с участием маленьких девочек или явно несовершеннолетних девушек. Фраза является отсылкой к роману Владимира Набокова «Лолита», в котором мужчина средних лет сексуально одержим двенадцатилетней девочкой.
В Японии для обозначения аниме и манги этого жанра используется просто слово «Лолита», например, «Лолита-аниме», или «Лолита-додзинси». Лоликон в чистом виде является разновидностью жанра хентай, но часто это понятие употребляется и по отношению к другим аниме, особенно жанра этти, в которых эротическая привлекательность девочек для зрителя достигается посредством показа романтических отношений и фансервисных сцен.
Эквивалентный термин для описания влечения к мальчикам (или соответствующего жанра) — сётакон.
Критики жанра утверждают, что лоликон способствует увеличению числа сексуальных преступлений против несовершеннолетних, другие исследователи полагают, что тому нет никаких доказательств или даже существуют доказательства обратного. Хотя власти ряда стран пытались ввести уголовную ответственность за хранение откровенно порнографических лоликонных материалов, лишь Канада, Австралия, Новая Зеландия, Швеция, Филиппины и Ирландия являются одними из немногих государств, в которых данная уголовная ответственность существует.
Обычно лоликоном называют сексуальное влечение по отношению к молодым девушкам или девочкам, то есть реальную или мнимую педофилию и эфебофилию. Строго говоря, понятие комплекса Лолиты в японском языке имеет отношение только к непосредственной парафилии, но термин «лоликон» может ссылаться и на физическое лицо, страдающее данным сексуальным нарушением. Лоликон — это распространённое явление в Японии, где он часто становится объектом исследований и критики. Многие книжные магазины широкого доступа и газетные киоски открыто выставляют иллюстрированные издания, содержащие лоликон, но имели место и полицейские акции, направленные против лоликонной манги. Существуют специализированные магазины, направленные на поклонников лоликона. Считается, что их посещают офисные работники в возрасте от 20 до 30 лет, не возражающие против траты достаточно серьёзных сумм на такие дорогостоящие товары, как фигурки и аксессуары.
Стиль «каваий» (букв. «прелестный», «хорошенький») пользуется огромной популярностью в Японии, где его элементы проникли во многие жанры манги и аниме. Школьницы в школьной форме являются эротическим символом Японии, сопоставимым с изображением чирлидеров в США. Магазины «бурусэра», торгующие школьными формами и купальниками, стремятся удовлетворить вкусы мужчин с «комплексом Лолиты» путём продажи грязных девичьих трусов; мужчины могут назначить свидание девушке-подростку в «телефонных клубах», некоторые школьницы подрабатывают проституцией. Эти факторы формируют «существующий в японской культуре тайный сговор между понятиями „хентай“ (извращенный) и „каваий“ (милый)». С другой стороны, традиционное азиатское уважение к старшим несовместимо с непристойным поведением персонажей манги, за исключением гиперболизированных «старых извращенцев» в юмористических работах, каковыми, например, являются Черепаший отшельник в «Жемчуге дракона» и учитель Хапосай в «Ранма ½».

## История
Лоликону (а также хентаю) как жанру анимации положила начало серия анимационных фильмов под общим названием «Lolita Anime», выпущенная в 1984—1985 гг. студией «Wonder Kids». Первый из них вышел 21.02.1984 и назывался «Yuki no Beni Gesho: Shojo Bara Kei» (яп. 雪の紅化粧 ～少女薔薇刑～). Почти одновременно со студией «Wonder Kids» (с 15 декабря 1984 по 10 января 1985) студия «Nikkatsu Video» выпустила серию из трёх аниме, также озаглавленную как «Lolita Anime» и представляющую собой экранизацию произведений известного лоликонного мангаки Аки Утиямы (яп. 内山亜紀). Первое из них — «Obyoki Aki-chan» (яп. おビョーキ亜紀ちゃん) представляет собой сюрреалистическую историю, происходящую внутри сознания педофила, и является первым хентайным аниме с тентаклями. Одновременно с последней серией «Lolita Anime» от «Nikkatsu Video» (10.01.1985) студии «Japan Home Video» и «Phobos Corporation» совместно выпустили аниме Bishoujo Comic Lolikon Angel: Mitsu no Aji (яп. 美少女コミック ロリコンエンジェル ～蜜の味～). Во всех этих аниме цензура отсутствовала изначально.
Эротическая манга с изображением детей или персонажей, выглядящих по-детски, в Японии законна. Представляет она собой, как правило, небольшие истории, публикуемые как додзинси или в журналах, специализирующихся на этом жанре. Сюжеты обычно посвящены сексуальным экспериментам между детьми либо описывают табуированные отношения, например, между учителем и учеником или братом и сестрой. Некоторые работы заимствуют элементы других жанров, например, трансвестизм и футанари. Kodomo no Jikan является примером манги, которая, не будучи порнографической, посвящена тематике лоликона. Лоликон является объектом критики на выставках Superflat.

## Этимология
Использование термина «комплекс Лолиты» в Японии началось в начале 1970-х с переводом книги «Комплекс Лолиты» (англ. The Lolita Complex) Рассела Трэйнера. Мангака Синдзи Вада использовал слово в 1974 году в манге Kyabetsu-Batake de Tsumazuite (キャベツ畑でつまずいて, «Наткнувшись на капустное поле»), пародии на «Алису в Стране чудес».
Понятие «лоликонной манги» жанра тесно связано с работами Хидэо Адзумы начала 1980-х, как Umi kara kita Kikai (海から来た機械, «Машина, пришедшая из моря»). Адзума, которого называют «отцом лоликона», и ранее публиковал эротическую мангу с персонажами-девочками в собственном журнале Cybele. Его манга стала популярной среди школьников, потому что сюжеты диктовала популярная в тот период гэкига, и большинство героинь порнографической манги были зрелыми женщинами. В работах Адзумы, не являвшихся в строгом смысле порнографическими, было много эротических элементов. После его успеха в некоторых журналах хентай-манги, таких как Manga Burikko и Lemon People, начали рисовать девочек препубертатного возраста. На протяжении 1980-х годов заметными мангаками, публиковавшимися в этих изданиях, стали Нонку Миясу, Камуи Фудзивара, Ёсито Асари и Аки Утида.

## Развитие
Элементы лоликона (повышенный интерес мужчин к маленьким девочкам или романтические чувства девочки по отношению к взрослому мужчине) в аниме встречаются весьма часто, в том числе и в детских и подростковых сериалах. Весьма существенно на развитие лоликона повлиял аниме-сериал «Cardcaptor Sakura», в котором, несмотря на отсутствие каких-либо эротических элементов, было очень много двусмысленных сцен. Главная героиня сериала, девочка Сакура, — самый популярный персонаж лоликонной манги и додзинси. Значительное влияние на специфику жанра также оказал сериал Soul Taker и его продолжение Nurse Witch Komugi-chan, главная героиня которого, Комуги, стала вторым символом лоликона наравне с Сакурой.

## Производные
Из сокращения «лоли» происходят объединения терминов: «нэкололи» (лоли с нэкомими — маленькая девочка с кошачьими ушками), лолисёта (мальчик (сёта), поведением и красотой, напоминающий девочку).

## Журналы
| Название               | Яп. название       | Первый номер | Последний номер | Формат                | Издательство        | Источник      |
| ---------------------- | ------------------ | ------------ | --------------- | --------------------- | ------------------- | ------------- |
| Comic LO               | コミックエルオー   | 2002         | —               | ежемесячный           | Akane Shinsha       | [ 29 ]        |
| Comic 0EX              | コミックゼロエクス | 2008         | —               | ежемесячный           | Core Magazine       | [ 30 ]        |
| Comic Rin              | COMIC ＲＩＮ       | 2004         | —               | ежемесячный           | Akane Shinsha       | [ 31 ]        |
| Halflita               | ハーフリータ       | 1986         | 1991            | ежемесячный           | Shobunkan           | [ 32 ]        |
| Hinakan Hi!            | ひな缶Hi!          | 2003         | —               | раз в два месяца      | Akane Shinsha       | [ 33 ]        |
| Comic Shoujo Tengoku   | コミック 少女天国  | 2003         | 2008            | ежемесячный           | Hit Shuppansha      | [ 34 ]        |
| Comic ino              | コミックイノ       | 2008         | —               | ежемесячный           | Hit Shuppansha      | [ 35 ]        |
| Karyou Gakuen Shotoubu | 華陵学園 初等部    | 2006         | —               | приложение к Comic XO | OKS                 | [ 36 ]        |
| Lemon People           | レモンピープル     | 1981         | 1998            | ежемесячный           | Kubo Shoten         | [ 37 ]        |
| L-Max                  | ロリマックス       | 2004         | 2004            | раз в два месяца      | Kasakura Shuppansha | [ 38 ]        |
| Manga Burikko          | 漫画ブリッコ       | 1982         | 1985            | ежемесячный           | Byakuya Shobo       | [ 32 ] [ 39 ] |
| Manga Hot Milk         | 漫画ホットミルク   | 1986         | 1998            | ежемесячный           | Byakuya Shobo       | [ 40 ]        |

## Закон
В некоторых странах лоликон как разновидность хентая запрещён, как детская порнография. К примеру, в Канаде. В США в 2003 году был издан Защитный акт, по которому любая порнография, изображающая несовершеннолетних, включая компьютерную и рисованную и пр., является противозаконной. Верховный суд США признал это решение антиконституционным, как не соответствующее Первой поправке «О свободе выражения», однако Защитный акт 2003 г. остался в силе и применим в определённых случаях. В частности, если порнографическое изображение содержит элементы с участием реальных детей или части реального детского тела, или же изображение фотореалистично и т. п., Защитный акт применяется. Также в США существуют законы, привлекающие к уголовной ответственности создателей «порнографических изображений с участием детей, независимо от того, каким методом они были созданы». Данная формулировка поддерживается тем аргументом, что непристойные изображения не существующих в реальности детей всё равно представляют их как сексуальные объекты, попустительствуя тем самым сексуальному насилию над детьми. Контраргументом является тот факт, что связь не имеет под собой научных оснований, напротив, запрет на самовыражение путём эротических рисунков, анимированных игр и видеоматериалов может привести к увеличению числа сексуальных преступлений, так как устраняет безобидный способ реализации сексуального желания, которое может подтолкнуть преступника. Согласно исследованиям профессора Хироки Адзумы, очень немногие читатели лоликонной манги совершают настоящие преступления. Адзума подчёркивает, что в среде отаку, увлечение лоликоном — «наиболее удобная [форма протеста] против общества».
Сексологи Милтон Даймонд и Аяко Утияма наблюдали сильную взаимозависимость между резким ростом популярности порнографических материалов в Японии с 1970 года и резким снижением числа задокументированных случаев сексуального насилия, в том числе преступлений, совершённых несовершеннолетними, и нападений на детей до 13 лет. Они ссылаются на аналогичные результаты в Дании и Германии. В заключение, пишут они, обеспокоенность тем, что страны с высоким уровнем доступности материалов сексуального характера пострадают от увеличения числа преступлений на сексуальной почве, не подтверждается, однако, сокращение количества преступлений на сексуальной почве в Японии в течение исследованного периода могло произойти под влиянием различных факторов.
Шэрон Кинселла наблюдала за распространением сомнительных по достоверности публикаций на тему школьной проституции в японских средствах массовой информации в конце 1990-х годов, и предположила, что эти статьи появлялись в ответ на увеличение числа публикаций о «женщинах для утешения». «Возможно, образ счастливых девочек, добровольно продающих себя, облегчал социальную вину из-за существования [женщин для утешения]», — добавляет Кинселла.
Согласно заявлению японской некоммерческой организации CASPAR, лоликонные, а также другие аниме-журналы и игры, всё же поощряют сексуальные преступления. Эта организация, основанная в 1989 году, выступает за урегулирование вопроса об изображении несовершеннолетних в порнографических журналах и видеоиграх. Общественное внимание было привлечено к этому вопросу в конце 1980-х годов, когда Цутому Миядзаки были похищены и убиты четыре девочки в возрасте от 4 до 7 лет; был подтверждён также факт совершения актов некрофилии с их трупами. Высокий суд Токио установил, что убийца находился в здравом уме, и что «убийство было преднамеренным и является результатом сексуальных фантазий Миядзаки».
Общественное мнение снова начало склоняться к запрету рисованной детской порнографии в 2005 году, когда осуждённый убийца семилетней девочки в Нара начал подозреваться в коллекционировании лоликона. Несмотря на спекуляции в СМИ, было установлено, что Каору Кобаяси почти не увлекался мангой, играми или куклами. Сам Кобаяси утверждал, однако, что сексуальный интерес к девочкам у него появился после просмотра анимационного порнографического фильма в средней школе. Он, как и Цутому Миядзаки, был приговорён к смертной казни через повешение.
По данным Митико Накаого, директора некоммерческой юношеской организации из Киото, примерно половина из 2000 порнографических аниме и видеоигр, выпускаемых в Японии каждый год, содержит персонажей-школьниц.
11 марта 2008 года ЮНИСЕФ выступил с призывом к ужесточению законодательства, касающегося детской порнографии Японии; в частности, речь шла о запрете эротических изображений несовершеннолетних в манге, аниме и компьютерных играх. Однако в настоящее время принятие такого закона не рассматривается на государственном уровне.
В Шотландии братья, у которых обнаружили продукцию соответствующего содержания, были приговорены к трёхмесячному заключению за хранение «детской порнографии». В США коллекционеру манги грозило до 15 лет тюрьмы, несмотря на отсутствие других доказательств его полового влечения к детям. В итоге он был приговорён к 6 месяцам заключения с последующим 3-летним пребыванием под надзором полиции и 5-летним испытательным сроком. В Канаде в 2005 году состоялся судебный процесс над мужчиной, импортировавшим лоликон-мангу, хотя его приговор был смягчён тем фактом, что в его доме не было обнаружено фотоматериалов и порнографии с участием настоящих детей. Австралийский суд признал изображение половых органов в мультипликации порнографией. С другой стороны, в 2008 году из-за многочисленных скандалов с пользователями администрация «Живого журнала», платформы для размещения онлайновых дневников (блогов), ввела новые правила, согласно которым детской порнографией перестали считаться рисунки, в том числе сётакон и лоликон.